# Междуреч'є (Кольський район)
Междуреч'є (рос. Междуречье) — населений пункт у Кольському районі Мурманської області Російської Федерації.
Населення становить 975 осіб. Належить до муніципального утворення Междуреченське сільське поселення .

## Населення
| 2002 | 2010 |
| ---- | ---- |
| 1163 | ↘975 |